# قوم‌کشی
قوم‌کشی (انگلیسی: Ethnocide) قوم‌کشی نسل‌کشی فرهنگی است.
بارتولومه کلاورو با مرور تاریخچه حقوقی و آکادمیک استفاده از واژه‌های نسل‌کشی و قوم‌کشی، آن‌ها را با بیان اینکه «نسل‌کشی مردم را می‌کشد در حالی که قوم‌کشی فرهنگ‌های اجتماعی را از طریق کشتن روح‌های فردی می‌کشد» متمایز می‌کند. قوم‌کشی یا نسل‌کشی فرهنگی بدون نسل‌کشی امکان‌پذیر است.
از آنجایی که مفاهیمی مانند نسل‌کشی فرهنگی و قوم‌کشی در زمینه‌های مختلف مورد استفاده قرار گرفته‌اند، انسان‌شناسی نسل‌کشی به بررسی گنجاندن و حذف آنها در قوانین و سیاست ها می پردازد.